# Liste des séries parues dans le Ribon
Cette page annexe liste l'ensemble des séries de manga étant ou ayant été prépubliées dans le magazine mensuel  Ribon de l'éditeur Shūeisha.

## Mode d'emploi et cadre de recherche
- Le tableau est triable.
  - Le tableau est, par défaut, affiché dans l'ordre d'apparition. Les 1re et 5e colonnes (« No  » et « Première publication ») trient dans le même ordre.
  - Les séries en cours apparaissent en fin de tableau si le tri est effectué selon la 6e colonne. Elles sont triées entre elles par ordre de première publication.
  - Des clés de tri en hiragana sont utilisées pour la 2de colonne.
  - Les 7e et 8e colonnes disposent d'un système de clés de tri afin de ne pas avoir de diacritique.
- Les 5e et 6e colonnes sont sous la forme « aaaa.nn » où « aaaa » désigne l'année et « nn » le numéro de la publication à prendre en compte.
  - S'il s'agit d'un numéro double, il apparait sous la forme « aaaa.nn/NN » où NN désigne le second numéro.
  - Une balise d'appel de références est automatiquement créée pour chaque année utilisée dans le tableau, il est toutefois nécessaire de créer la référence correspondante en fin de page.
- Deux couleurs sont utilisées dans le tableau pour signaler les manga en cours de publication lors de la dernière mise à jour :

|  | Manga en cours de publication le 14 septembre 2013 ; |

|  | Manga transféré dans un autre magazine et encore en cours de publication le 14 septembre 2013. |

- La 4e colonne (« Titre français ») n'est remplie que s'il existe un titre officiel en français choisi par un éditeur francophone.
- Les liens vers les articles en français se font dans la 4e colonne si elle est remplie, dans la 3e sinon.
- Les liens vers les articles en japonais n'existent que si l'article existe.
- Chaque année, groupe de hiragana ou lettre dispose d'une ancre. Après avoir trié selon ses désirs le tableau, il est possible de faire une recherche grâce au cadre ci-dessous.

| Type                    | Type                    | Liens | Pour les colonnes                                                                           |
| ----------------------- | ----------------------- | --- | ------------------------------------------------------------------------------------------- |
| Par ordre chronologique | Par ordre chronologique | - 1958 - 1959 - 1960 - 1962 - 1964 - 1965 - 1966 - 1967 - 1968 - 1970 1971 - 1972 - 1973 - 1974 - 1975 - 1976 - 1977 - 1978 - 1979 - 1980 1981 - 1982 - 1983 - 1984 - 1985 - 1986 - 1987 - 1988 - 1989 - 1990 1991 - 1992 - 1993 - 1994 - 1995 - 1996 - 1997 - 1998 - 1999 - 2000 2001 - 2002 - 2003 - 2004 - 2005 - 2006 - 2007 - 2008 - 2009 - 2010 2011 - 2012 - 2013 | No , Première publication, Dernière publication                                             |
| Par ordre chronologique | Par ordre chronologique | En cours | Dernière publication                                                                        |
| Titre                   | Par ordre numérique     | 0 à 9 | Titre japonais, Transcription, Traduction, Titre français, Auteur (dessinateur), Scénariste |
| Titre                   | Par ordre syllabaire    | - あ - か - さ - た - な - は - ま - や - ら - わ - ん | Titre japonais                                                                              |
| Titre                   | Par ordre alphabétique  | - A - B - C - D - E - F - G - H - I - J - K - L - M N - O - P - Q - R - S - T - U - V - W - X - Y - Z | Transcription, Traduction, Titre français, Auteur (dessinateur), Scénariste                 |

## Liste
| No     | Titre japonais                      | Transcription                                         | Titre français                               | Première publication | Dernière publication | Auteur (Dessinateur)     | Scénariste      |
| ------ | ----------------------------------- | ----------------------------------------------------- | -------------------------------------------- | -------------------- | -------------------- | ------------------------ | --------------- |
| 000 c  | んんん                              | zzzzz                                                 | 1958                                         | 1958.00              | 1958.00              | zzzzz                    | zzzzz           |
| 001    | もも子探偵長                        | '                                                     | —                                            | 1958.01              | 1959.12              |                          | —               |
| 002    | ルミちゃん教室                      | '                                                     | —                                            | 1958.                | ?.                   | Jirō Tsunoda             | —               |
| 002 c  | んんん                              | zzzzz                                                 | 1959                                         | 1959.00              | 1959.00              | zzzzz                    | zzzzz           |
| 003    | おてんば天使                        | Otenba tenshi                                         | —                                            | 1959.01              | 1962.03              | Mitsuteru Yokoyama       | —               |
| 003 c  | んんん                              | zzzzz                                                 | 1960                                         | 1960.00              | 1960.00              | zzzzz                    | zzzzz           |
| 004    | マキの口笛                          | Maki no kuchibue                                      | —                                            | 1960.09              | 1963.04              | Miyako Maki              | —               |
| 004 c  | んんん                              | zzzzz                                                 | 1962                                         | 1962.00              | 1962.00              | zzzzz                    | zzzzz           |
| 005    | ひみつのアッコちゃん                | Himitsu no Akko-chan                                  | —                                            | 1962.06              | 1969.12              | Fujio Akatsuka           | —               |
| 005 c  | んんん                              | zzzzz                                                 | 1964                                         | 1964.00              | 1964.00              | zzzzz                    | zzzzz           |
| 006    | てなもんや三度笠                    | '                                                     | —                                            | 1964.                | ?.                   |                          | —               |
| 006 c  | んんん                              | zzzzz                                                 | 1965                                         | 1965.00              | 1965.00              | zzzzz                    | zzzzz           |
| 007    | 5年ひばり組                         | '                                                     | —                                            | 1965.07              | 1969.10              |                          | —               |
| 007 c  | んんん                              | zzzzz                                                 | 1966                                         | 1966.00              | 1966.00              | zzzzz                    | zzzzz           |
| 008    | 魔法使いサニー                      | Mahou Tsukai Sunny                                    | Sally la petite sorcière                     | 1966.07              | 1967.10              | Mitsuteru Yokoyama       | —               |
| 009    | ハニーハニーのすてきな冒険          | Honey honey no sutekina bouken                        | —                                            | 1966.09              | 1967.08              | Hideko Mizuno            | —               |
| 009 c  | んんん                              | zzzzz                                                 | 1967                                         | 1967.00              | 1967.00              | zzzzz                    | zzzzz           |
| 010    | へんな子ちゃん                      | Hennako-chan                                          | —                                            | 1967.09              | 1969.08              | Fujio Akatsuka           | —               |
| 011    | スィートラーラ                      | '                                                     | —                                            | 1967.09              | 1969.07              |                          | —               |
| 011 c  | んんん                              | zzzzz                                                 | 1968                                         | 1968.00              | 1968.00              | zzzzz                    | zzzzz           |
| 012    | ビバ!バレーボール                   | Viva! Volleyball                                      | —                                            | 1968.09              | 1971.03              | Chikae Ide               | —               |
| 012 c  | んんん                              | zzzzz                                                 | 1970                                         | 1970.00              | 1970.00              | zzzzz                    | zzzzz           |
| 013    | 最後のストライク                    | '                                                     | —                                            | 1970.                | ?.                   | Chikae Ide               | —               |
| 013 c  | んんん                              | zzzzz                                                 | 1971                                         | 1971.00              | 1971.00              | zzzzz                    | zzzzz           |
| 014    | アラベスク                          | Arabesque                                             | —                                            | 1971.10              | 1973.04              | Ryōko Yamagishi          | —               |
| 014 c  | んんん                              | zzzzz                                                 | 1972                                         | 1972.00              | 1972.00              | zzzzz                    | zzzzz           |
| 015    | キノコ♥キノコ                       | '                                                     | —                                            | 1972.12              | 1979.03              |                          | —               |
| 015 c  | んんん                              | zzzzz                                                 | 1973                                         | 1973.00              | 1973.00              | zzzzz                    | zzzzz           |
| 016    | わたしはしじみ!                     | '                                                     | —                                            | 1973.02              | 1975.12              |                          | —               |
| 017    | 風よ雲                              | '                                                     | —                                            | 1973.06              | 1974.02              | Kei Nogami               | —               |
| 017 c  | んんん                              | zzzzz                                                 | 1974                                         | 1974.00              | 1974.00              | zzzzz                    | zzzzz           |
| 018    | こいきな奴ら                        | Koikina yatsura                                       | —                                            | 1974.01              | 1977.03              | Yukari Ichijō            | —               |
| 019    | デザイナー                          | Designer                                              | —                                            | 1974.02              | 1974.12              | Yukari Ichijō            | —               |
| 019 c  | んんん                              | zzzzz                                                 | 1975                                         | 1975.00              | 1975.00              | zzzzz                    | zzzzz           |
| 020    | 5愛のルール                         | '                                                     | —                                            | 1975.                | 1975.12              | Yukari Ichijō            | —               |
| 020 c  | んんん                              | zzzzz                                                 | 1976                                         | 1976.00              | 1976.00              | zzzzz                    | zzzzz           |
| 021    | なっちゃんの初恋                    | '                                                     | —                                            | 1976.01              | 1976.04              | Hideko Tachikake         | —               |
| 022    | フランス窓便り                      | '                                                     | —                                            | 1976.06              | 1976.08              | Yumiko Tabuchi           | —               |
| 022 c  | んんん                              | zzzzz                                                 | 1977                                         | 1977.00              | 1977.00              | zzzzz                    | zzzzz           |
| 023    | 雨の降る日はそばにいて              | Ame no furu hi wa soba ni ite                         | —                                            | 1977.06              | 1977.10              | Hideko Tachikake         | —               |
| 024    | 砂の城第1部                         | '                                                     | —                                            | 1977.07              | 1979.07              | Yukari Ichijō            | —               |
| 024 c  | んんん                              | zzzzz                                                 | 1978                                         | 1978.00              | 1978.00              | zzzzz                    | zzzzz           |
| 025    | 花ぶらんこゆれて…                   | Hana buranko yurete...                                | —                                            | 1978.06              | 1980.02              | Hideko Tachikake         | —               |
| 026    | ハロー!マリアン                     | Hello! Marian                                         | —                                            | 1978.                | 1979.                | Kayono Saeki             | —               |
| 026 c  | んんん                              | zzzzz                                                 | 1979                                         | 1979.00              | 1979.00              | zzzzz                    | zzzzz           |
| 027    | 空くんの手紙                        | '                                                     | —                                            | 1979.02              | 1984.04              | Sora Oda                 | —               |
| 027 c  | んんん                              | zzzzz                                                 | 1980                                         | 1980.00              | 1980.00              | zzzzz                    | zzzzz           |
| 028    | 砂の城                              | Suna no shiro                                         | —                                            | 1980.09              | 1981.11              | Karin Miyamoto (mangaka) | —               |
| 028 c  | んんん                              | zzzzz                                                 | 1981                                         | 1981.00              | 1981.00              | zzzzz                    | zzzzz           |
| 029    | 有閑倶楽部                          | Yukan kurabu                                          | —                                            | 1981.                | ?.                   | Yukari Ichijō            | —               |
| 029 c  | んんん                              | zzzzz                                                 | 1982                                         | 1982.00              | 1982.00              | zzzzz                    | zzzzz           |
| 030    | ときめきトゥナイト                  | Tokimeki Tonight                                      | —                                            | 1982.07              | 1994.10              | Koi Ikeno                | —               |
| 031    | プラスティック・ドール              | Plastic Doll                                          | —                                            | 1982.                | 1983.                | Yukari Takahashi         | —               |
| 031 c  | んんん                              | zzzzz                                                 | 1983                                         | 1983.00              | 1983.00              | zzzzz                    | zzzzz           |
| 032    | 月の夜 星の朝                       | Tsuki no yoru hoshi no asa                            | —                                            | 1983.02              | 1985.11              | Keiko Honda              | —               |
| 033    | お父さんは心配症                    | Otousan wa shinpaishou                                | —                                            | 1983.05              | 1988.11              | Aamin Okada              | —               |
| 034    | 銀曜日のおとぎばなし                | Ginyoubi no otogibanashi                              | —                                            | 1983.                | 1984.                | Mutsumi Hagiiwa          | —               |
| 034 c  | んんん                              | zzzzz                                                 | 1984                                         | 1984.00              | 1984.00              | zzzzz                    | zzzzz           |
| 035    | なみだの陸上部                      | Namida no rikujoubu                                   | —                                            | 1984.                | 1985.                | Yukari Takahashi         | —               |
| 035 c  | んんん                              | zzzzz                                                 | 1985                                         | 1985.00              | 1985.00              | zzzzz                    | zzzzz           |
| 036    | ポニーテール白書                    | Ponytail Hakusho                                      | —                                            | 1985.08              | 1987.04              | Megumi Mizusawa          | —               |
| 037    | 星の瞳のシルエット                  | Hoshi no hitomi no silhouette                         | —                                            | 1985.12              | 1989.05              | Aoi Hiiragi              | —               |
| 037 c  | んんん                              | zzzzz                                                 | 1986                                         | 1986.00              | 1986.00              | zzzzz                    | zzzzz           |
| 038    | ちびまる子ちゃん                    | Chibi Maruko-chan                                     | —                                            | 1986.08              | 1996.06              | Momoko Sakura            | —               |
| 038 c  | んんん                              | zzzzz                                                 | 1987                                         | 1987.00              | 1987.00              | zzzzz                    | zzzzz           |
| 039    | 夢のあとさき                        | Yume no atosaki                                       | —                                            | 1987.05              | 1987.07              | Yukari Ichijō            | —               |
| 040    | 空色のメロディ                      | Sora iro no melody                                    | —                                            | 1987.06              | 1988.08              | Megumi Mizusawa          | —               |
| 040 c  | んんん                              | zzzzz                                                 | 1988                                         | 1988.00              | 1988.00              | zzzzz                    | zzzzz           |
| 041    | 四重奏ゲーム                        | Shijūsou Game                                         | —                                            | 1988.04              | 1988.06              | Wataru Yoshizumi         | —               |
| 042    | ハンサムな彼女                      | Handsome na kanojo                                    | —                                            | 1988.11              | 1992.01              | Wataru Yoshizumi         | —               |
| 042 c  | んんん                              | zzzzz                                                 | 1989                                         | 1989.00              | 1989.00              | zzzzz                    | zzzzz           |
| 043    | アラビアン花ちゃん                  | Arabian Hana-chan                                     | —                                            | 1989.01              | 1989.07              | Mutsumi Hagiiwa          | —               |
| 044    | チャイム                            | Chime                                                 | —                                            | 1989.04              | 1990.05              | Megumi Mizusawa          | —               |
| 045    | こいつら100%伝説                    | Koitsura 100% densetsu                                | —                                            | 1989.05              | 1992.09              | Aamin Okada              | —               |
| 046    | ピーターパンの空                    | Peter Pan no sora                                     | —                                            | 1989.06              | 1989.09              | Ayumi Shiina             | —               |
| 047    | 耳をすませば                        | Mimi wo sumaseba                                      | —                                            | 1989.08              | 1989.11              | Aoi Hiiragi              | —               |
| 048    | マリンブルーの風に抱かれて          | Marine blue no kaze ni dakarete                       | —                                            | 1989.09              | 1992.01              | Ai Yazawa                | —               |
| 048 c  | んんん                              | zzzzz                                                 | 1990                                         | 1990.00              | 1990.00              | zzzzz                    | zzzzz           |
| 049    | 銀色のハーモニー                    | Gin'iro no harmony                                    | —                                            | 1990.02              | 1992.09              | Aoi Hiiragi              | —               |
| 050    | 姫ちゃんのリボン                    | Hime-chan no ribon                                    | —                                            | 1990.08              | 1994.01              | Megumi Mizusawa          | —               |
| 050 c  | んんん                              | zzzzz                                                 | 1991                                         | 1991.00              | 1991.00              | zzzzz                    | zzzzz           |
| 051    | 天使なんかじゃない                  | Tenshi nanka ja nai                                   | Je ne suis pas un ange                       | 1991.09              | 1994.11              | Ai Yazawa                | —               |
| 051 c  | んんん                              | zzzzz                                                 | 1992                                         | 1992.00              | 1992.00              | zzzzz                    | zzzzz           |
| 052    | ママレード・ボーイ                  | Marmalade Boy                                         | Marmalade Boy                                | 1992.05              | 1995.10              | Wataru Yoshizumi         | —               |
| 053    | 赤ずきんチャチャ                    | Akazukin Chacha                                       | —                                            | 1992.10              | 2000.08              | Min Ayahana              | —               |
| 054    | へそで茶をわかす                    | Heso de cha wo wakasu                                 | —                                            | 1992.                | ?.                   | Ruri Chabatake           | —               |
| 054 c  | んんん                              | zzzzz                                                 | 1993                                         | 1993.00              | 1993.00              | zzzzz                    | zzzzz           |
| 055    | まゆみ!                             | Mayumi!                                               | —                                            | 1993.01              | 2003.06              | Mayumi Tanabe            | —               |
| 056    | くまちゃん                          | Kuma-chan                                             | —                                            | 1993.04              | 2003.03              | Mio Katagiri             | —               |
| 057    | あなたとスキャンダル                | Anata to scandal                                      | —                                            | 1993.05              | 1995.04              | Ayumi Shiina             | —               |
| 057 c  | んんん                              | zzzzz                                                 | 1994                                         | 1994.00              | 1994.00              | zzzzz                    | zzzzz           |
| 058    | パッション・ガールズ                | Passion Girls                                         | —                                            | 1994.02              | 1995.12              | Mihona Fujii             | —               |
| 059    | おしゃべりな時間割                  | Oshaberi na jikanwari                                 | —                                            | 1994.06              | 1994.12              | Megumi Mizusawa          | —               |
| 060    | こどものおもちゃ                    | Kodomo no omocha                                      | —                                            | 1994.08              | 1998.11              | Miho Obana               | —               |
| 060 c  | んんん                              | zzzzz                                                 | 1995                                         | 1995.00              | 1995.00              | zzzzz                    | zzzzz           |
| 061    | ナースエンジェルりりかSOS           | Nurse Angel Ririka SOS                                | —                                            | 1995.01              | 1996.06              | Koi Ikeno                | Yasushi Akimoto |
| 062    | ご近所物語                          | Gokinjo monogatari                                    | Gokinjo, une vie de quartier                 | 1995.02              | 1997.10              | Ai Yazawa                | —               |
| 063    | ないしょのプリンセス                | Naisho no princess                                    | —                                            | 1995.04              | 1996.08              | Megumi Mizusawa          | —               |
| 064    | HIGH SCORE                          | High Score                                            | —                                            | 1995.04              | —                    | Chinami Tsuyama          | —               |
| 065    | ベイビィ★LOVE                       | Baby Love                                             | —                                            | 1995.09              | 1999.05              | Ayumi Shiina             | —               |
| 066    | ケロケロちゃいむ                    | Kero Kero Chime                                       | —                                            | 1995.11              | 1998.05              | Maguro Fujita            | —               |
| 067    | なぞなぞキューちゃん                | Nazonazo Kyū-chan                                     | —                                            | 1995.11              | 2003.03              | Emiri Oikawa             | —               |
| 067 c  | んんん                              | zzzzz                                                 | 1996                                         | 1996.00              | 1996.00              | zzzzz                    | zzzzz           |
| 068    | 君しかいらない                      | Kimi shika iranai                                     | Kimishika Iranai - Je ne veux que toi        | 1996.02              | 1996.11              | Wataru Yoshizumi         | —               |
| 069    | 龍王魔法陣                          | Ryūou mahoujin                                        | —                                            | 1996.04              | 1997.03              | Mihona Fujii             | —               |
| 070    | 愛はどうだ!                         | Ai wo dou da!                                         | —                                            | 1996.06              | 1996.10              | Fumiko Tanikawa          | —               |
| 071    | めだかの学校                        | Medaka no gakkou                                      | —                                            | 1996.09              | 2005.03              | Yukie Mori               | —               |
| 071 c  | んんん                              | zzzzz                                                 | 1997                                         | 1997.00              | 1997.00              | zzzzz                    | zzzzz           |
| 072    | トウ・シューズ                      | Toe Shoes                                             | —                                            | 1997.02              | 1998.08              | Megumi Mizusawa          | —               |
| 073    | イ・オ・ン                          | ION                                                   | —                                            | 1997.06              | 1997.11              | Arina Tanemura           | —               |
| 074    | ミントな僕ら                        | Mint na bokura                                        | Mint na bokura                               | 1997.06              | 2000.02              | Wataru Yoshizumi         | —               |
| 075    | グッドモーニング・コール            | Good Morning Call                                     | —                                            | 1997.09              | 2002.04              | Yue Takasuka             | —               |
| 075 c  | んんん                              | zzzzz                                                 | 1998                                         | 1998.00              | 1998.00              | zzzzz                    | zzzzz           |
| 076    | やっぱ愛でしょう!                   | Yappa ai desho!                                       | —                                            | 1998.02              | 1999.10              | Hana Ayukawa             | —               |
| 077    | 神風怪盗ジャンヌ                    | Kamikaze kaitou Jeanne                                | —                                            | 1998.02              | 2000.07              | Arina Tanemura           | —               |
| 078    | 下弦の月                            | Kagen no tsuki                                        | Last Quarter                                 | 1998.04              | 1999.06              | Ai Yazawa                | —               |
| 079    | 魔法のステージファンシーララ        | Fancy Lala                                            | —                                            | 1998.05              | 1998.11              | Rurika Kasuga            | —               |
| 080    | ティンクル☆ティアラ                 | Twinkle Tiara                                         | —                                            | 1998.09              | 1999.04              | Maguro Fujita            | —               |
| 080 c  | んんん                              | zzzzz                                                 | 1999                                         | 1999.00              | 1999.00              | zzzzz                    | zzzzz           |
| 081    | GALS!                               | Gals!                                                 | Gals!                                        | 1999.02              | 2002.05              | Mihona Fujii             | —               |
| 082    | ベリィ×ベリィ                       | Berry x Berry                                         | —                                            | 1999.09              | 1999.12              | Jun Hasegawa             | —               |
| 083    | パートナー                          | Partner                                               | —                                            | 1999.09              | 2000.10              | Miho Obana               | —               |
| 083 c  | んんん                              | zzzzz                                                 | 2000                                         | 2000.00              | 2000.00              | zzzzz                    | zzzzz           |
| 084    | Wピンチ!!                           | W Pinch!!                                             | —                                            | 2000.01              | 2001.05              | Ryō Azuki                | —               |
| 085    | ペンギン☆ブラザーズ                 | Penguin Brothers                                      | —                                            | 2000.02              | 2001.12              | Ayumi Shiina             | —               |
| 086    | ランダム・ウォーク                  | Random Walk                                           | Random Walk                                  | 2000.07              | 2001.09              | Wataru Yoshizumi         | —               |
| 087    | 時空異邦人KYOKO                     | Jikū ihoujin Kyoko                                    | —                                            | 2000.09              | 2001.09              | Arina Tanemura           | —               |
| 088    | 偽りのライオン                      | Itsuwari no lion                                      | —                                            | 2000.11              | 2001.03              | Yūya Asahina             | —               |
| 088 c  | んんん                              | zzzzz                                                 | 2001                                         | 2001.00              | 2001.00              | zzzzz                    | zzzzz           |
| 089    | アニマル横町                        | Animal Yokochou                                       | —                                            | 2001.01              | —                    | Ryo Maekawa              | —               |
| 090    | あたしはバンビ                      | Atashi wa Bambi                                       | —                                            | 2001.04              | 2002.02              | Yōko Maki                | —               |
| 091    | 聖♥ドラゴンガール                   | Sei Dragon Girl                                       | —                                            | 2001.06              | 2003.03              | Natsumi Matsumoto        | —               |
| 092    | ボクたちの旅                        | Bokutachi no tabi                                     | —                                            | 2001.09              | 2001.11              | Mayu Sakai               | —               |
| 093    | いちごの宝石                        | Ichigo no houseki                                     | —                                            | 2001.10              | 2001.12              | Megumi Mizusawa          | —               |
| 094    | MAXラブリー!                        | Max Lovely!                                           | —                                            | 2001.12              | 2004.01              | Erika Kurahashi          | —               |
| 094 c  | んんん                              | zzzzz                                                 | 2002                                         | 2002.00              | 2002.00              | zzzzz                    | zzzzz           |
| 095    | 満月をさがして                      | Full moon o sagashite                                 | Full moon : À la recherche de la pleine lune | 2002.01              | 2004.06              | Arina Tanemura           | —               |
| 096    | ウルトラマニアック                  | Ultra maniac                                          | Ultra Maniac                                 | 2002.02              | 2004.01              | Wataru Yoshizumi         | —               |
| 097    | 愛してるぜベイベ★★                  | Aishiteruze Baby                                      | Babe My Love                                 | 2002.04              | 2005.01              | Yōko Maki                | —               |
| 098    | へなちょこ番長                      | Henachoko banchou                                     | —                                            | 2002.07              | 2002.09              | Yūya Asahina             | —               |
| 099    | いちごオムレツ♥                     | Ichigo Omuretsu                                       | —                                            | 2002.09              | 2008.12              | Kaori Hanzawa            | —               |
| 100    | ダイス                              | Dice                                                  | —                                            | 2002.10              | 2003.06              | Maki Miki                | —               |
| 100 c  | んんん                              | zzzzz                                                 | 2003                                         | 2003.00              | 2003.00              | zzzzz                    | zzzzz           |
| 101    | ラブわん!                           | Love wan!                                             | —                                            | 2003.01              | 2004.08              | Ryō Azuki                | —               |
| 102    | 永田町ストロベリィ                  | Nagatachō Strawberry                                  | Nagatacho Strawberry                         | 2003.02              | 2004.10              | Mayu Sakai               | —               |
| 103    | 13日は金曜日?                       | 13-nichi wa kinyoubi?                                 | —                                            | 2003.06              | 2004.04              | Chizuru Enomoto          | —               |
| 104    | ±ジャンキー                         | ±Junkie                                               | —                                            | 2003.07              | 2003.10              | Yūya Asahina             | —               |
| 105    | PARA★ダイス                         | Para-Dice                                             | —                                            | 2003.11              | 2004.02              | Maki Miki                | —               |
| 106    | 聖♥ドラゴンガールみらくる           | Sei Dragon Girl Miracle                               | —                                            | 2003.12              | 2005.08              | Natsumi Matsumoto        | —               |
| 106 c  | んんん                              | zzzzz                                                 | 2004                                         | 2004.00              | 2004.00              | zzzzz                    | zzzzz           |
| 107    | サボテンの秘密                      | Saboten no himitsu                                    | —                                            | 2004.02              | 2005.06              | Nana Haruta              | —               |
| 108    | チョコミミ                          | Choco Mimi                                            | —                                            | 2004.04              | —                    | Konami Sonoda            | —               |
| 109    | ももぶた                            | Momobuta                                              | —                                            | 2004.05              | 2009.04              | Tomomi Fukube            | —               |
| 110    | アゲハ100%                          | Ageha 100%                                            | —                                            | 2004.08              | 2006.05              | Kozue Takeuchi           | —               |
| 111    | 紳士同盟†                           | Shinshi doumei                                        | The Gentlemen's Alliance Cross               | 2004.09              | 2008.07              | Arina Tanemura           | —               |
| 112    | 恋するピアノ                        | Koisuru piano                                         | —                                            | 2004.11              | 2005.01              | Mika Matsuno             | —               |
| 113    | だって好きなんだもん                | Datte suki nandamon                                   | Mais moi je l'aime                           | 2004.11              | 2005.08              | Wataru Yoshizumi         | —               |
| 113 c  | んんん                              | zzzzz                                                 | 2005                                         | 2005.00              | 2005.00              | zzzzz                    | zzzzz           |
| 114    | ピーターパン♠症候群                 | Peter Pan shoukougun                                  | Le Syndrome de Peter Pan                     | 2005.02              | 2005.10              | Mayu Sakai               | —               |
| 115    | 空のまんなか                        | Sora no mannaka                                       | —                                            | 2005.03              | 2005.07              | Yoko Kamura              | —               |
| 116    | STARBLACKS                          | Star Blacks                                           | —                                            | 2005.04              | 2005.12              | Yōko Maki                | —               |
| 117    | 保育園へ行こう!                     | Hoikuen e ikou!                                       | —                                            | 2005.08              | 2006.07              | Chan Kashinoki           | —               |
| 118    | Ya-Ya-yahがやってくる!              | Ya-ya-yah ga yatte kuru!                              | —                                            | 2005.08              | 2006.05              | Kaoru Kitazawa           | —               |
| 119    | ラブ・ベリッシュ!                   | Love Berrish!                                         | Love Berrish!                                | 2005.09              | 2007.05              | Nana Haruta              | —               |
| 119 c  | んんん                              | zzzzz                                                 | 2006                                         | 2006.00              | 2006.00              | zzzzz                    | zzzzz           |
| 120    | アリスから魔法                      | Alice kara mahou                                      | —                                            | 2006.01              | 2006.08              | Natsumi Matsumoto        | —               |
| 121    | ロッキン★ヘブン                     | Rockin' Heaven                                        | Rockin' Heaven                               | 2006.01              | 2008.08              | Mayu Sakai               | —               |
| 122    | たらんたランタ                      | Taranta Ranta                                         | Taranta Ranta                                | 2006.02              | 2007.01              | Yōko Maki                | —               |
| 123    | ルーズリーフ                        | Loose Leaf                                            | —                                            | 2006.04              | 2006.10              | Aki Mochida              | —               |
| 124    | 青空ポップ                          | Aozora Pop                                            | —                                            | 2006.06              | 2008.06              | Natsumi Oōchi            | —               |
| 125    | 出ましたっ!パワパフガールズZ        | Demashitaa! Powerpuff Girls Z                         | Les Supers Nanas Zeta                        | 2006.08              | 2007.07              | Shiho Komiyuno           | —               |
| 126    | 生物彗星WoO                         | Seibutsu suisei woo                                   | —                                            | 2006.09              | 2007.02              | Eri Kagami               | —               |
| 127    | ややプリ                            | Yaya puri                                             | —                                            | 2006.10              | 2009.08              | Hina Mashiro             | —               |
| 128    | C♥C♥C                               | C♥C♥C                                                 | —                                            | 2006.11              | 2007.09              | Tsubaki Nakashima        | —               |
| 128 c  | んんん                              | zzzzz                                                 | 2007                                         | 2007.00              | 2007.00              | zzzzz                    | zzzzz           |
| 129    | キミとここから!                     | Kimi to Kokokara!                                     | —                                            | 2007.01              | 2007.03              | Mari Asabuki             | —               |
| 130    | 山本善次朗と申します                | Yamamoto zenjirou to moushimasu                       | —                                            | 2007.02              | 2008.03              | Yōko Maki                | —               |
| 131    | 株式会社ラブコットン                | Kabushikigaisha Love-Cotton                           | —                                            | 2007.03              | 2009.02              | Chan Kashinoki           | —               |
| 132    | 真夜中にKiss                        | Mayonaka ni kiss                                      | —                                            | 2007.04              | 2007.12              | Aki Mochida              | —               |
| 133    | CRASH!                              | Crash!                                                | Crash! (en)                                  | 2007.05              | 2013.08              | Yuka Fujiwara            | —               |
| 134    | どう男女!?                          | Dou danjo!?                                           | —                                            | 2007.06              | 2007.08              | Warako Hagi              | —               |
| 135    | おさんぽの時間                      | Osanpo no jikan                                       | —                                            | 2007.08              | 2007.10              | Megumi Mizusawa          | —               |
| 136    | チョコレートコスモス                | Chocolate Cosmos                                      | Chocolate Cosmos                             | 2007.09              | 2008.11              | Nana Haruta              | —               |
| 137    | 月光クロネコ屋                      | Gekkou kuroneko ya                                    | —                                            | 2007.11              | 2008.03              | Sono Ayahara             | —               |
| 138    | なぜなに!? 恋愛調査隊               | Naze nani!? Ren'ai chousatai                          | —                                            | 2007.11              | 2008.04              | Warako Hagi              | —               |
| 138 c  | んんん                              | zzzzz                                                 | 2008                                         | 2008.00              | 2008.00              | zzzzz                    | zzzzz           |
| 139    | コスモ日誌                          | Cosmos nisshi                                         | —                                            | 2008.03              | 2009.08              | Runa Ayase               | —               |
| 140    | 君は坂道の途中で                    | Kimi wa sakamichi no tochū de                         | —                                            | 2008.04              | 2009.02              | Aki Mochida              | —               |
| 141    | バドガール                          | Badminton Girl                                        | —                                            | 2008.06              | 2008.11              | Mari Asabuki             | —               |
| 142    | 絶対覚醒天使ミストレス☆フォーチュン | Zettai kakusei tenshi mistress fortune                | —                                            | 2008.07              | 2008.09              | Arina Tanemura           | —               |
| 143    | こもれび。                          | Komorebi                                              | —                                            | 2008.08              | 2008.12              | Fumi Eban                | —               |
| 144    | MOMO 終末庭園へようこそ             | Momo                                                  | Momo, la petite diablesse                    | 2008.09              | 2011.05              | Mayu Sakai               | —               |
| 145    | 絶叫学級                            | Zekkyou gakkyū                                        | Scary Lessons                                | 2008.10              | —                    | Emi Ishikawa             | —               |
| 146    | 夢色パティシエール                  | Yumeiro pâtissière                                    | —                                            | 2008.10              | 2011.07              | Natsumi Matsumoto        | —               |
| 147    | フライハイ!                         | Fly High!                                             | —                                            | 2008.11              | 2009.11              | Natsumi Oōchi            | —               |
| 147 c  | んんん                              | zzzzz                                                 | 2009                                         | 2009.00              | 2009.00              | zzzzz                    | zzzzz           |
| 148    | 桜姫華伝                            | Sakura hime kaden                                     | Princesse Sakura                             | 2009.01              | 2013.01              | Arina Tanemura           | —               |
| 149    | スターダスト★ウインク               | Stardust Wink                                         | —                                            | 2009.02              | 2012.02              | Nana Haruta              | —               |
| 150    | サラすぱ!                           | Sara supa!                                            | —                                            | 2009.02              | 2011.02              | Kanahei                  | —               |
| 151    | 勝利の悪魔                          | Shouri no akuma                                       | Shori no akuma - Le Diable de la victoire    | 2009.03              | 2010.05              | Yōko Maki                | —               |
| 152    | アイからはじまる                    | Ai kara hajimaru                                      | —                                            | 2009.07              | 2009.09              | Moe Yukimaru             | —               |
| 153    | 姫ちゃんのリボン カラフル           | Hime-chan no ribon colorful                           | —                                            | 2009.10              | 2010.12              | Shiho Komiyuno           | Megumi Mizusawa |
| 154    | ひよ恋                              | Hiyokoi                                               | Hiyokoi                                      | 2009.12              | —                    | Moe Yukimaru             | —               |
| 154 c  | んんん                              | zzzzz                                                 | 2010                                         | 2010.00              | 2010.00              | zzzzz                    | zzzzz           |
| 155    | キルミンずぅ                        | Kiruminzu                                             | —                                            | 2010.02              | 2010.10              | Kaori Hanzawa            | —               |
| 156    | ブルーフレンド                      | Blue Friend                                           | —                                            | 2010.05              | 2010.11              | Fumi Eban                | —               |
| 157    | プリティーリズム                    | Pretty Rhythm                                         | —                                            | 2010.08              | 2012.05              | Mari Asabuki             | —               |
| 158    | まりもの花 〜最強武闘派小学生伝説〜 | Marimo no hana – Saikyou butouha shougakusei densetsu | —                                            | 2010.10              | —                    | Yūko Kasumi              | Yasushi Akimoto |
| 159    | REC-君が泣いた日-                   | Rec – Kimi ga naita hi                                | —                                            | 2010.12              | 2011.03              | Aoi Makino               | —               |
| 159 c  | んんん                              | zzzzz                                                 | 2011                                         | 2011.00              | 2011.00              | zzzzz                    | zzzzz           |
| 160    | つばめのすぅ                        | Tsubame no sū                                         | —                                            | 2011.01              | 2013.09              | Risako Toriumi           | —               |
| 161    | ボクは狼。                          | Boku wa ookami.                                       | —                                            | 2011.01              | 2012.05              | Nachi Yūki               | —               |
| 162    | 流れ星レンズ                        | Nagareboshi lens                                      | —                                            | 2011.02              | —                    | Mayu Murata              | —               |
| 163    | HANZO                               | Hanzo                                                 | —                                            | 2011.04              | 2011.06              | Konatsu Okano            | —               |
| 164    | ブルーフレンド〜2nd season〜        | Blue Friend - 2nd Season                              | —                                            | 2011.07              | 2011.11              | Fumi Eban                | —               |
| 165    | セカイの果て                        | Sekai no hate                                         | The End of the World                         | 2011.08              | 2012.12              | Aoi Makino               | —               |
| 166    | パーフェクト・ローズ                | Perfect Rose                                          | —                                            | 2011.08              | 2012.07              | Natsumi Oōchi            | —               |
| 167    | シュガー＊ソルジャー                | Sugar Soldier                                         | —                                            | 2011.09              | —                    | Mayu Sakai               | —               |
| 167 c  | んんん                              | zzzzz                                                 | 2012                                         | 2012.00              | 2012.00              | zzzzz                    | zzzzz           |
| 168    | チョコタン！                        | Chokotan!                                             | —                                            | 2012.04              | —                    | Kozue Takeuchi           | —               |
| 169    | ロマンチカクロック                  | Romantica Clock                                       | —                                            | 2012.09              | —                    | Yōko Maki                | —               |
| 170    | たまたま！きんぎょ荘                | Tama Tama! Kingyosou                                  | —                                            | 2012.09              | —                    | Konatsu Okano            | —               |
| 171    | 花めぐり合わせ                      | Hanameguri awase                                      | —                                            | 2012.10              | 2013.07              | Aki Mochida              | —               |
| 171 c  | んんん                              | zzzzz                                                 | 2013                                         | 2013.00              | 2013.00              | zzzzz                    | zzzzz           |
| 172    | 僕の家へおいで                      | Boku no ie ni oide                                    | —                                            | 2013.01              | —                    | Nachi Yūki               | —               |
| 173    | つばさとホタル                      | Tsubasa to Hotaru                                     | —                                            | 2013.09              | —                    | Nana Haruta              | —               |
| 174    | プリモ・プリーマ！                  | Primo Prima !                                         | —                                            | 2013.10              | —                    | Utano Yuzuki             | —               |
| 996 01 | んんん                              | zzzzz                                                 | En cours                                     | 9996.01              | 9996.1968 00         | zzzzz                    | zzzzz           |
| 997 01 | 00000                               | 00000                                                 | 0-9                                          | 9997.01              | 9997.01              | 00000                    | 00000           |
| 998 01 | あ                                  | zzzzz                                                 | あ à お                                      | 9998.01              | 9998.01              | zzzzz                    | zzzzz           |
| 998 02 | か                                  | zzzzz                                                 | か à こ                                      | 9998.02              | 9998.02              | zzzzz                    | zzzzz           |
| 998 03 | さ                                  | zzzzz                                                 | さ à そ                                      | 9998.03              | 9998.03              | zzzzz                    | zzzzz           |
| 998 04 | た                                  | zzzzz                                                 | た à と                                      | 9998.04              | 9998.04              | zzzzz                    | zzzzz           |
| 998 05 | な                                  | zzzzz                                                 | な à の                                      | 9998.05              | 9998.05              | zzzzz                    | zzzzz           |
| 998 06 | は                                  | zzzzz                                                 | は à ほ                                      | 9998.06              | 9998.06              | zzzzz                    | zzzzz           |
| 998 07 | ま                                  | zzzzz                                                 | ま à も                                      | 9998.07              | 9998.07              | zzzzz                    | zzzzz           |
| 998 08 | や                                  | zzzzz                                                 | や à よ                                      | 9998.08              | 9998.08              | zzzzz                    | zzzzz           |
| 998 09 | ら                                  | zzzzz                                                 | ら à ろ                                      | 9998.09              | 9998.09              | zzzzz                    | zzzzz           |
| 998 10 | わ                                  | zzzzz                                                 | わ à を                                      | 9998.10              | 9998.10              | zzzzz                    | zzzzz           |
| 998 11 | ん                                  | zzzzz                                                 | ん                                           | 9998.11              | 9998.11              | zzzzz                    | zzzzz           |
| 999 01 | んんん                              | A                                                     | A                                            | 9999.01              | 9999.01              | A                        | A               |
| 999 02 | んんん                              | B                                                     | B                                            | 9999.02              | 9999.02              | B                        | B               |
| 999 03 | んんん                              | C                                                     | C                                            | 9999.03              | 9999.03              | C                        | C               |
| 999 04 | んんん                              | D                                                     | D                                            | 9999.04              | 9999.04              | D                        | D               |
| 999 05 | んんん                              | E                                                     | E                                            | 9999.05              | 9999.05              | E                        | E               |
| 999 06 | んんん                              | F                                                     | F                                            | 9999.06              | 9999.06              | F                        | F               |
| 999 07 | んんん                              | G                                                     | G                                            | 9999.07              | 9999.07              | G                        | G               |
| 999 08 | んんん                              | H                                                     | H                                            | 9999.08              | 9999.08              | H                        | H               |
| 999 09 | んんん                              | I                                                     | I                                            | 9999.09              | 9999.09              | I                        | I               |
| 999 10 | んんん                              | J                                                     | J                                            | 9999.10              | 9999.10              | J                        | J               |
| 999 11 | んんん                              | K                                                     | K                                            | 9999.11              | 9999.11              | K                        | K               |
| 999 12 | んんん                              | L                                                     | L                                            | 9999.12              | 9999.12              | L                        | L               |
| 999 13 | んんん                              | M                                                     | M                                            | 9999.13              | 9999.13              | M                        | M               |
| 999 14 | んんん                              | N                                                     | N                                            | 9999.14              | 9999.14              | N                        | N               |
| 999 15 | んんん                              | O                                                     | O                                            | 9999.15              | 9999.15              | O                        | O               |
| 999 16 | んんん                              | P                                                     | P                                            | 9999.16              | 9999.16              | P                        | P               |
| 999 17 | んんん                              | Q                                                     | Q                                            | 9999.17              | 9999.17              | Q                        | Q               |
| 999 18 | んんん                              | R                                                     | R                                            | 9999.18              | 9999.18              | R                        | R               |
| 999 19 | んんん                              | S                                                     | S                                            | 9999.19              | 9999.19              | S                        | S               |
| 999 20 | んんん                              | T                                                     | T                                            | 9999.20              | 9999.20              | T                        | T               |
| 999 21 | んんん                              | U                                                     | U                                            | 9999.21              | 9999.21              | U                        | U               |
| 999 22 | んんん                              | V                                                     | V                                            | 9999.22              | 9999.22              | V                        | V               |
| 999 23 | んんん                              | W                                                     | W                                            | 9999.23              | 9999.23              | W                        | W               |
| 999 24 | んんん                              | X                                                     | X                                            | 9999.24              | 9999.24              | X                        | X               |
| 999 25 | んんん                              | Y                                                     | Y                                            | 9999.25              | 9999.25              | Y                        | Y               |
| 999 26 | んんん                              | Z                                                     | Z                                            | 9999.26              | 9999.26              | Z                        | Z               |